# Eric Berry
James Eric Berry (* 29. Dezember 1988 in Fairburn, Georgia) ist ein US-amerikanischer American-Football-Spieler in der National Football League (NFL).  Er spielte zuletzt für die Kansas City Chiefs als Safety.

## College
Berry zeigte schon in der High School sein großes sportliches Talent. So spielte er nicht nur auf diversen Positionen Football, sondern tat sich auch als Leichtathlet hervor. Er besuchte die University of Tennessee und spielte, wie schon sein Vater James vor ihm und seine beiden Brüder Elliott und Evan nach ihm, für deren Team, die Volunteers, College Football. Für seine Leistungen wurde er wiederholt ausgezeichnet, darunter mit dem prestigeträchtigen Jim Thorpe Award für den besten Defensive Back im College Football. Nach seiner aktiven Karriere wurde er 2023 in die College Football Hall of Fame aufgenommen.

## NFL
Beim NFL Draft 2010 wurde er in der 1. Runde als insgesamt 5. von den Kansas City Chiefs ausgewählt. Er unterschrieb einen Sechsjahresvertrag im Wert von 60 Millionen US-Dollar und wurde damit als Rookie zum bestbezahlten Safety der Liga. Er lief in seiner ersten Saison in allen Spielen als Starter auf und wurde für seine guten Leistungen auch in den Pro Bowl berufen.
Die folgende Saison war für ihn aufgrund eines Kreuzbandrisses nach nur einem Spiel zu Ende. 2012 und 2013 spielte er wieder auf gewohnt hohem Niveau und es folgten die Pro-Bowl-Nominierungen Nummer zwei und drei.
2014 wurde bei Berry, der über Schmerzen in der Brust klagte, ein Hodgkin-Lymphom diagnostiziert. Nach einer erfolgreichen Chemotherapie konnte Berry 2015 in den Spitzensport zurückkehren und wurde auch diese Saison wieder in den Pro Bowl berufen. Darüber hinaus wurde er mit dem NFL Comeback Player of the Year Award ausgezeichnet.
Im ersten Saisonspiel der Saison 2017 riss er sich die Achillessehne. Erst am 13. Dezember 2018 bei der knappen 28:29-Niederlage gegen die LA Chargers kehrte er auf das Spielfeld zurück.